# Joa Elfsbergová
Joa Anna Elisabeth Elfsberg (* 30. července 1979 Valbo, Švédsko) je švédská lední hokejistka. Členka stříbrného týmu na olympijských hrách v Turíně v roce 2006, bronzového na hrách v Salt Lake City v roce 2002 a 5. na hrách v Naganu v roce 1998.